# 長谷川町子美術館
長谷川町子美術館（日语：／ Hasegawa Machiko Bijutsukan）是日本的一座個人美術館，收藏展示《海螺小姐》作者、漫畫家長谷川町子及她的姐姐長谷川毬子收集的美術品。地址是東京都世田谷區櫻新町1丁目30番6號。一般財團法人長谷川町子美術館不僅負責長谷川町子作品的版權管理，亦負責美術館的運營。長谷川町子是日本最初的女性漫畫家之一，曾在櫻新町居住長達40年。
美術館除了收藏有美術品外，還展示有長谷川町子漫畫作品的原畫及她的其他繪畫；《海螺小姐》主人公磯野家住宅的模型；並可收看過去播出的《海螺小姐》動畫。動畫版《海螺小姐》的播出台富士電視台每年暑假均和長谷川町子美術館合作展開活動。
從櫻新町站至美術館的街道被稱為「海螺小姐街」（サザエさん通り）:590。沿途立有海螺小姐一家人的銅像。

## 历史
長谷川町子美術館設立於1985年11月3日，當時名為長谷川美術館，修建在出版長谷川町子著作的姊妹社書庫及流通中心原址上。長谷川町子在1992年逝世後，美術館更名為長谷川町子美術館，由町子的姐姐毬子擔任館長，繼續蒐集美術品。長谷川毬子在2012年逝世。這時長谷川町子美術館收藏有311幅日本畫、250幅外國繪畫、195件工藝品、32件雕塑，共計788件藏品。其中不乏横山大観、平山郁夫等著名畫家的作品。美術館建築外觀以摺紙為設計概念，呈銳角立面外形，外牆素材的紅磚是由長谷川町子自身蒐集。
長谷川毬子逝世後，曾是姊妹社員工的川口淳二就任美術館第三任館長。

## 長谷川町子紀念館
長谷川町子美術館在2019年宣布將於翌年於美術館對面開設分館「長谷川町子記念館」，紀念長谷川町子百年誕辰。今後美術館將集中展示長谷川姊妹收藏的作品，而長谷川町子本人的作品則將遷至紀念館，使得長谷川本人的作品得以擁有更多展示空間。為改建展館，美術館自2019年12月26日至2020年7月10日暫時休館。紀念館原本預計在2020年4月14日開館，但由於嚴重特殊傳染性肺炎疫情影響，延期至同年7月11日。紀念館共有兩層，總樓面面積約1,270平方米。1層是常設展示室，再現有昭和時代的家居風景。2層設有企劃展示室，舉辦的第一次企劃展是「長谷川町子誕生百年紀念·長谷川町子的漫畫創作秘話」。
位於紀念館一層的商店銷售眾多僅在此出售的商品，以及《海螺小姐》等長谷川町子的漫畫作品。除了商店之外，紀念館一層還設有咖啡廳。

## 外部連結
- 長谷川町子美術館官方網站 （页面存档备份，存于）
  - 長谷川町子美術館的X（前Twitter）